# Gap (Hautes-Alpes)
Gap er en by i departementet Hautes-Alpes i regionen Provence-Alpes-Côte d'Azur i det sydøstlige Frankrig. Den ligger ca. 100 km syd for Grenoble og 150 km nord for Aix-en-Provence. Gap er hovedstad i departementet Hautes-Alpes, og har ca. 39.000 indbyggere. Byen er kendt for sin ost, le gapençais.
Under Romertiden blev Gap kaldt Vapincum.
Udvikling i folketallet:
- 1990 – 33.444
- 1999 – 36.262
- 2006 – 39.557